# Takuan Sōhō
Takuan Sōhō (giapp. 沢庵 宗彭; 1573 – 1645) è stato un monaco buddhista giapponese, una delle figure più rilevanti dello Zen e in particolare della scuola rinzai.

## Biografia
Nato in una famiglia di agricoltori, in una zona di montagna, nei pressi della cittadina di Izushi, nell'antica provincia di Tajima, l'attuale prefettura di Hyōgo, entrò nell'ordine dei monaci zen all'età di dodici anni, nel 1581, aderendo alla scuola Jodo. Nel 1583, a soli quattordici anni, iniziò a studiare il buddhismo rinzai, grazie agli insegnamenti del suo sensei Shun-oku Soen.
Nel 1608 divenne abate del tempio Daitokuji, a Kyoto. Nel 1629 fu bandito da Kyoto per tre anni a causa di dissapori col bakufu, quando si oppose a quest'ultimo nella sua decisione nel revocare all'Imperatore il potere di nomina degli alti ranghi civili ed ecclesiastici. Ritornato dall'esilio nel 1638, divenne amico del nuovo shōgun Iemitsu Tokugawa, del quale guadagnò stima e protezione, e grazie all'appoggio del quale fondò a Edo il tempio Tōkaiji, nel 1638.
L'opera più importante di Takuan, il  Fudōchi shinmyōroku (ovvero, “La Testimonianza Segreta della Saggezza Immutabile”) è dedicata all'arte della spada, intesa come arte marziale e cammino spirituale. Secondo la leggenda, fu maestro del più celebre samurai dell'epoca: Musashi Miyamoto, ma non ci sono evidenze a conferma.
Fu anche calligrafo, pittore e maestro del tè, inoltre la tradizione gli attribuisce la paternità di un particolare sottaceto a base di daikon, chiamato per l'appunto takuan. 

## Opere
- Takuan Sōhō, La mente senza catene, Scritti di un Maestro Zen a un Maestro di Spada, traduzione di Milvia Faccia, prefazione di William Scott Wilson, Edizioni Mediterranee, 2010, ISBN 9788827221150
- La saggezza immutabile (Fudōchi shinmyōroku)
- Il tintinnio cristallino delle gemme (Reirōshū)
- Gli annali della spada Taia (Taiaki)